# Església catòlica a l'Índia

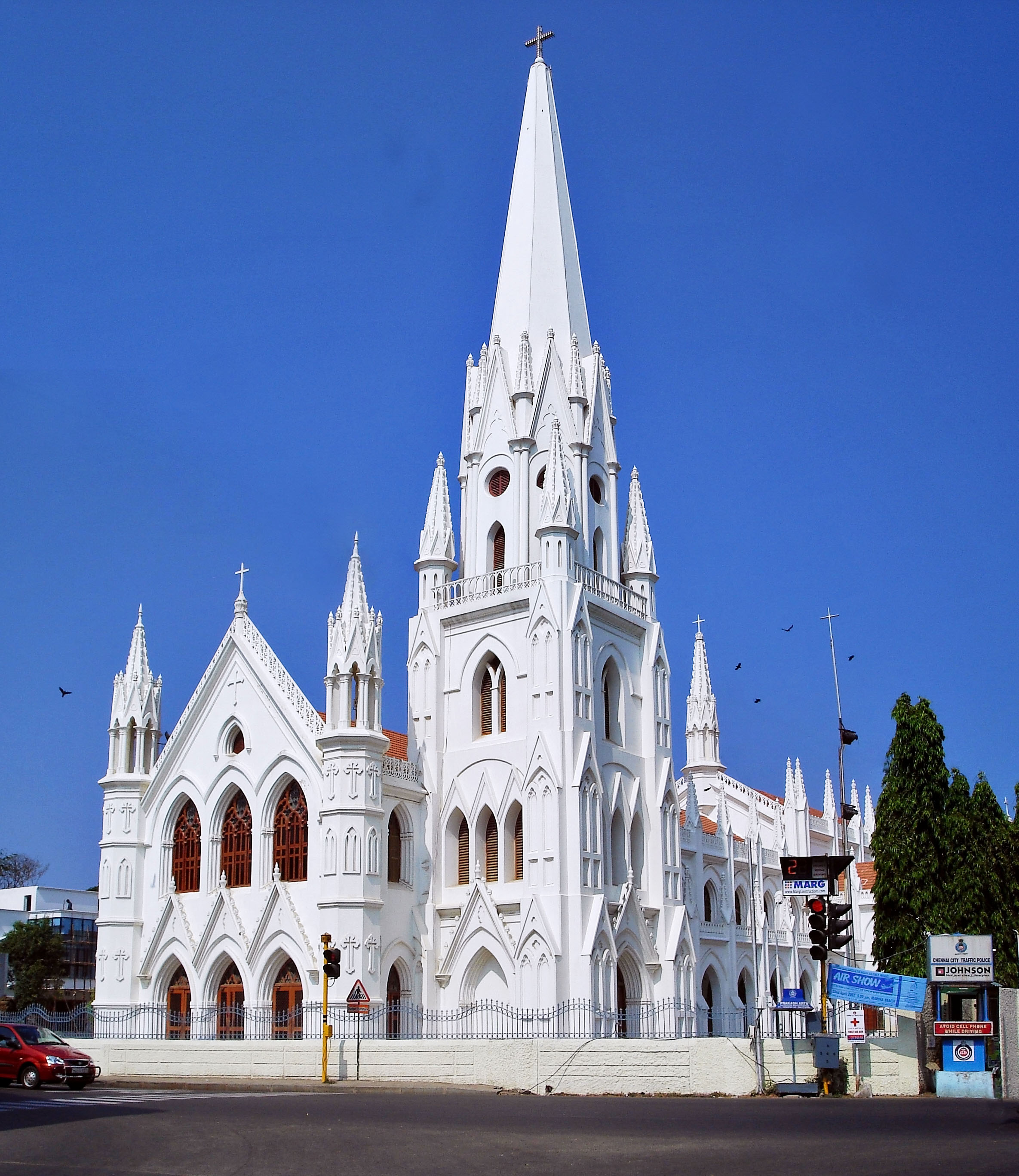
Basílica de Sant Tomàs a Santhome. Construïda al segle XVI pels portuguesos sobre la suposada tomba de l'apòstol, va ser reconstruïda al, sent un lloc de pelegrinatge

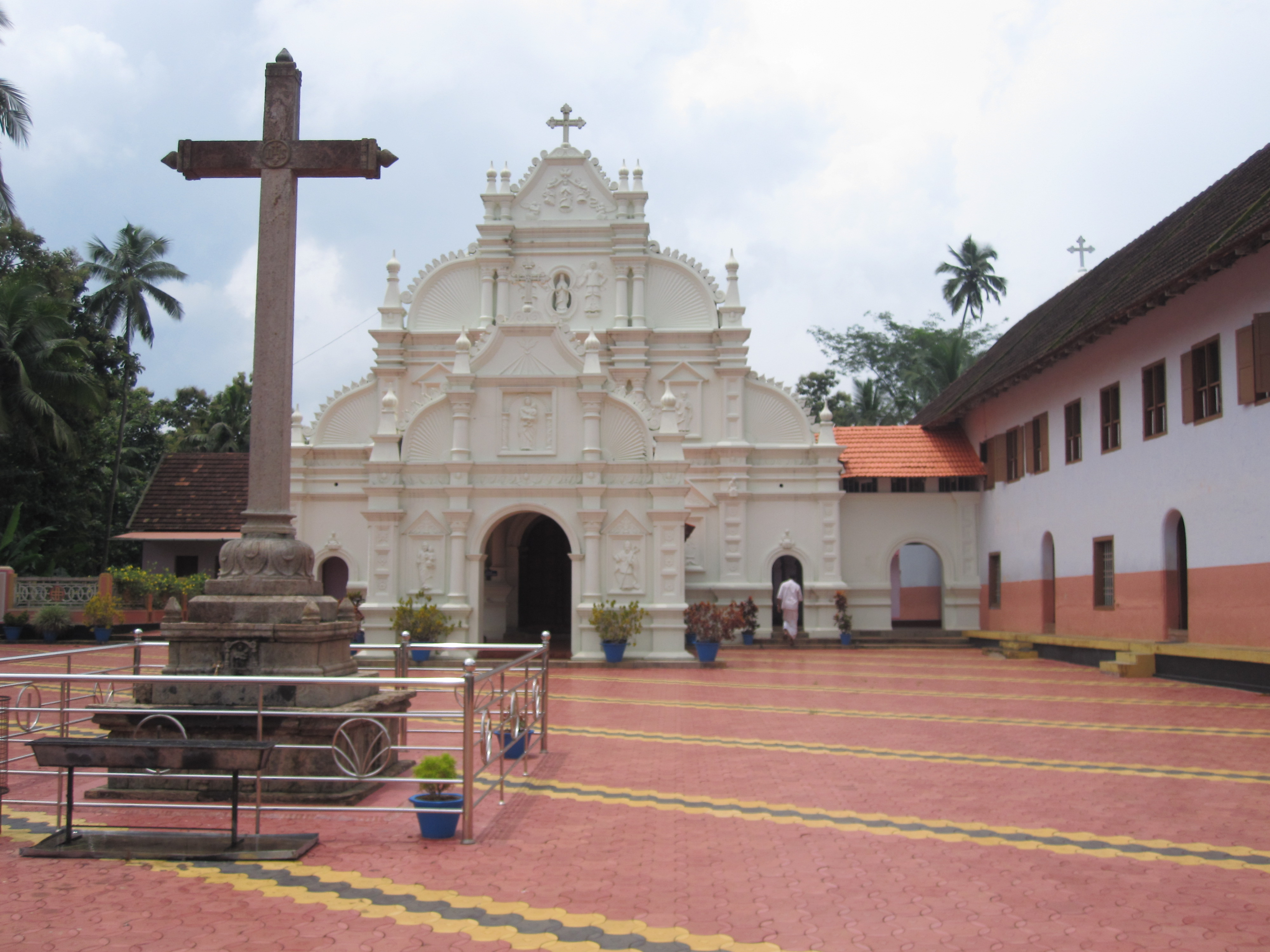
L'església catòlica siro-malabar Marth Mariam d'Arakuzha (Kerala). És una antiga església nasrani establerta al 999

L'Església catòlica a l'Índia és part de l'Església Catòlica universal, sota la guia espiritual del Papa i de la Santa Seu. A l'Índia hi ha prop de 17 milions de catòlics, que equivalen a un 1,5% de la població del país. L'Església catòlica és la major església cristiana de l'Índia. Malgrat el baix percentatge, l'Índia és el segon país amb major població catòlica de l'Àsia, després de les Filipines, a causa de la gran població de l'Índia.
Al país hi ha 30 arxidiòcesis, 131 diòcesis i un exarcat apostòlic, fent un total de 162 circumscripicions eclesiàstiques. D'aquestes, 129 són de ritu romà, 25 pertanyen a l'església catòlica siro-malabar i 8 a l'església catòlica siro-malankar.
Tots els bisbes de l'Índia, tant de ritu occidental com oriental, formen la Conferència Episcopal Índia, que va ser creada el 1944. La Santa Seu està representada davant el govern de l'Índia mitjançant la Nunciatura Apostòlica. La missió diplomàtica va ser establerta com a Delegació Apostòlica a les Índies Orientals el 1881. Va passar a ser una internunciatura sota el regnat de Pius XII al 1948 i amb Pau VI passà a ser una nunciatura apostòlica el 1967.

## Història

### Cristianisme primitiu a l'Índia
El cristianisme va arribar a l'Índia vers l'any 52 quan Tomàs apòstol va arribar a Muziris a Tamilakam, actualment és denominat com la costa Malabar. Va predicar el cristianisme a les costes occidentals de l'Índia Oriental Aquests "cristians de Sant Tomàs" són coneguts com a Nasrani, que és un mot siríac que significa seguidor del Jesús Natzarè. La comunitat cristiana a l'Índia més endavant va passar a la jurisdicció dels bisbes de Pèrsia. Els historiadors estimen aquesta data estaria al voltant del segle iv. Com a resultat, van heretar la litúrgia oriental siríaca i tradicions perses. Més tard, quan els missioners occidentals van arribar a l'Índia, van acusar aquesta comunitat de pràctica de nestorianisme, una heretgia que separa la divinitat de Crist, des de la naturalesa humana. No obstant això, molts historiadors han rebutjat que la comunitat fos nestoriana i afirmen que de fet practicaven la fe catòlica amb les tradicions siríaques orientals, abans de l'arribada dels missioners europeus. En l'actualitat, la continuïtat d'aquesta primera comunitat cristiana es troba a l'església siro-malabar, una església oriental en comunió amb Roma, seguint les tradicions de l'est de Síria.

### Els primers missioners
Joan de Monte Corvino era un franciscà enviat a la Xina per convertir-se en prelat de Pequín al voltant de 1307. Va viatjar des de Pèrsia i es va moure cap avall per mar a l'Índia, en 1291, cap a la regió de Madràs o «País de Sant Tomàs». Allà va predicar durant tretze mesos i va batejar al voltant de cent persones. Des d'allà Monte Corvino va escriure a casa, al desembre de 1291 (o 1292). Aquesta és una de les narracions més antigues sobre la costa de Coromandel, proporcionat per qualsevol d'Europa occidental. Viatjant per mar des Mailapur, arribà a la Xina el 1294, apareixent a la capital "Cambaliech" (ara Beijing)
Fra Odoric de Pordenone va arribar a l'Índia en 1321. Va visitar Malabar, tocant a Pandarani (20 m. al nord de Calcuta), a Cranganore, i a Kulam o Quilon, viatjant des d'allà, pel que sembla, a Ceilan i al santuari de Sant Tomàs a Maylapur prop de Madràs. Va escriure que havia trobat el lloc on havia estat enterrat Tomàs.
El Pare Jordà Catalani, un missioner dominic francès, el seguí en 1321-1322. Va informar a Roma, pel que sembla des d'algun lloc a la costa oest de l'Índia, que havia donat sepultura cristiana a quatre monjos martiritzats. Jordà és conegut per la seva "Mirabilia" de 1329, on descriu les meravelles d'Orient: va subministrar la millor explicació de les regions de l'Índia i els cristians, els productes, el clima, els costums, els costums, la fauna i la flora donades per qualsevol europeu a l'edat mitjana – millor fins i tot que Marco Polo.
La diòcesi catòlica de Quilon o Kollam és la primera diòcesi catòlica a l'Índia a l'estat de Kerala. Erigida en primer lloc el 9 d'agost de 1329 i reerigida l'1 de setembre de 1886. El 1329 el Papa Joan XXII (en captivitat a Avinyó) erigí Quilon com la primera diòcesi en el conjunt d'Índies com a sufragània de l'arxidiòcesi de Sultany, a Pèrsia, mitjançant del decret "Romanus Pontifix" del 9 d'agost de 1329. Amb una butlla separada, la Venerabili Fratri Jordano, el mateix Papa, el 21 agost 1329 va designar el frare dominic francès Jordanus Catalani de Severac com a primer bisbe de Quilon.
El 1347 Giovanni de Marignolli va visitar el santuari de Sant Tomàs, prop de la moderna Madràs, i després procedir al que ell anomena el "Regne de Sabà", que identificava amb la Reina de Sabà de les Escriptura, però que sembla que hauria estat Java. Embarcant-se de nou des de Malabar en el seu camí a Europa, es va trobar amb grans tempestes.
Un altre viatger indi destacat va ser Josep, sacerdot de Cranganore. Va viatjar a Babilònia en 1490 i després va viatjar a Europa i va visitar Portugal, Roma i Venècia, abans de tornar a l'Índia. Va ajudar a escriure un llibre sobre els seus viatges titulat «Els viatges de Josep, l'indi», que va tenir una àmplia difusió a tot Europa.

### Arribada dels portuguesos
En 1453, la caiguda de Constantinoble, un bastió del cristianisme a l'Àsia Menor, en mans de l'Imperi Otomà islàmic, va marcar el final de l'Imperi Romà d'Orient, i va tallar els llaços comercials europeus per terra amb Àsia. Aquest cop dur a la cristiandat va estimular l'era dels descobriments, car els europeus van haver de buscar rutes alternatives a l'est pel mar al llarg amb l'objectiu de forjar aliances amb les nacions cristianes preexistents. Juntament amb els pioners portuguesos que van arribar a la costa Malabar, al segle xv; van arribar els missioners portuguesos que van introduir l'església llatina a l'Índia. Es van posar en contacte amb els cristians de Sant Tomàs a Kerala, que en aquell moment estaven seguint les pràctiques cristianes orientals i estaven sota la jurisdicció de l'Església d'Orient.
Al segle XVI el proselitisme d'Àsia estava vinculat a la política colonial portuguesa. La butlla papal Romanus Pontifex escrita el 8 de gener de 1455 pel Papa Nicolau V al rei Alfons V de Portugal, va confirmar a la Corona de Portugal el domini sobre totes les terres descobertes o conquerits durant l'era dels descobriments. A més, el patrocini per a la propagació de la fe cristiana (vegeu "Padroado") a Àsia va ser donat als portuguesos. Els missioners dels diferents ordes (franciscans, dominics, jesuïtes, agustins, etc.) van acudir al costat dels conqueridors, i van començar alhora a construir esglésies al llarg dels districtes costaners on el poder portuguès es va fer sentir.
La història dels missioners portuguesos a l'Índia comença amb els neo-apòstols que van arribar a Kappad, prop de Kozhikode, el 20 de maig de 1498, juntament amb l'explorador portuguès Vasco da Gama, qui estava tractant de formar aliances anti-islàmiques amb les nacions cristianes preexistents El lucratiu comerç d'espècies era una temptació més per a la corona portuguesa. Quan ell i els missioners portuguesos van arribar no van trobar cristians al país, llevat a Malabar i coneguts com els cristians de Sant Tomàs, que representaven menys del 2% del total la població i l'església cristiana més gran llavors dins de l'Índia. Els cristians eren amables als missioners portuguesos en un primer moment; hi va haver un intercanvi de presents entre ells, i aquests grups es va delectar en la seva fe comuna.
Durant la segona expedició, la flota portuguesa estava formada per 13 vaixells i 18 sacerdots, al comandament del capità Pedro Álvares Cabral, ancorà a Cochin el 26 de novembre de 1500. Cabral aviat es va guanyar la bona voluntat del Rajà de Cochin. Va permetre que quatre sacerdots fessin feina apostòlica entre les primeres comunitats cristianes disperses a i al voltant de Cochin. Per tant, missioners portuguesos van establir la missió portuguesa el 1500. Dom Francisco d'Almeida, el primer virrei portuguès va aconseguir el permís del Rajà de Kochi per construir dos temples: la basílica de Santa Creu (fundada el 1505) i l'església de Sant Francesc (fundada al 1506), utilitzant pedres i morter, que eren desconeguts en aquells moment com els prejudicis locals estaven en contra d'una estructura d'aquest tipus per a qualsevol propòsit que no fos un palau real o un temple.
Al començament del segle XVI, el conjunt de l'est estava sota la jurisdicció de l'arxidiòcesi de Lisboa. El 12 de juny de 1514, Cochin i Goa es van convertir en dues estacions de missió prominents sota la recent creada diòcesi de Funchal a Madeira. En 1534, el papa Pau III per la butlla Quequem Reputamus, va elevar Funchal al rang d'arxidiòcesi i Goa com la seva sufragània, amb el conjunt de l'Índia sota la diòcesi de Goa. Això va crear una seu episcopal, sufragània de Funchal, amb una jurisdicció s'estenia potencialment sobre totes les conquestes passades i futures des del Cap de Bona Esperança fins a la Xina.
Després de quatre dècades de comerç pròsper, els missioners van començar el proselitisme cap al 1540 i la recentment fundada Companyia de Jesús va arribar a Goa. El govern colonial portuguès va donar suport a la missió i als cristians batejats se'ls va donar incentius com donacions d'arròs, bones posicions en les seves colònies. Per tant, aquests cristians eren coneguts com els "cristians de l'arròs, tot i que encara practicaven la seva antiga religió. Alhora, molts cristians nous de Portugal van emigrar a l'Índia com a resultat de la Inquisició a Portugal. Molts d'ells eren sospitosos de ser cripto-jueus, jueus convertits que estaven practicant en secret la seva antiga religió. Ambdós van ser considerats una amenaça a la solidaritat de la fe cristiana. Sant Francesc Xavier, en una carta de 1545 a Joan III de Portugal, va demanar a la Inquisició de Goa, fet considerat com una taca en la història del cristianisme catòlic romà a l'Índia, tant pels cristians i no cristians per igual.
En 1557, Goa es va fer un arquebisbat independent, i el seu primer seus sufragànies es van erigir en Cochin i Malacca. El conjunt d'Orient va quedar sota la jurisdicció de Goa i els seus límits estès a gairebé la meitat del món: des del Cap de Bona Esperança a Sud-àfrica, a Birmània, Xina i Japó en l'Est d'Àsia. En 1576 es va afegir la seu sufragània de Macau (Xina); i en 1588, el de la Funai al Japó.
La mort de l'últim bisbe metropolità, l'ardiaca Abraham dels cristians de Sant Tomàs, un antic cos abans part de l'Església d'Orient en 1597; va donar el llavors Arquebisbe de Goa Menezes una oportunitat per dur l'església nativa sota l'autoritat de l'Església Catòlica Romana. Ell va ser capaç d'assegurar la submissió de l'ardiaca George, el representant més alt restant de la jerarquia de l'església nativa. Menezes va convocar el Sínode de Diamper entre el 20 i 26 de juny de 1599, que va introduir una sèrie de reformes a l'església i se la va portar de ple a l'Església llatina de l'Església Catòlica. Després del Sínode, Menezes consagrà Francisco Ros, S.J. com a arquebisbe de l'arxidiòcesi d'Angamaly per als cristians de Sant Tomàs; creant així una altra seu sufragània per a l'arxidiòcesi de Goa i començà la llatinització dels cristians de Sant Tomàs. Aquests van ser pressionats a reconèixer l'autoritat del Papa i la majoria d'ells, finalment, van acceptar la fe catòlica, però una part d'ells van canviar al ritu sirià occidental. El ressentiment d'aquestes mesures va donar lloc a una certa part de la comunitat a unir-se a l'ardiaca Thomas, en prometre que mai no se sotmetria als portuguesos o que acceptaria la Comunió amb Roma al Jurament creuat de Coonan el 1653. Els que van acceptar la tradició teològica i litúrgica sirià occidental del Mar Gregorios van passar a ser coneguts com a "jacobites". Els que van continuar amb la tradició teològica i litúrgica siriana oriental i llatina i es van mantenir fidels al Sínode de Diamper i l'Església Catòlica Romana va passar a ser coneguts formalment com l'Església catòlica siro-malabar des de la segona meitat del segle XIX en endavant.
El bisbat d'Angamaly va ser traslladat al bisbat de Craganore en 1605; mentre que, en 1606 una sisena seu sufragània per a Goa es va establir a Sant Thome, Mylapore, a prop del modern Madras. Les seus sufragànies que es va afegir més tard a Goa van ser eren la prelatura de Moçambic (1612) i en 1690 altres dos veu a Pequín i Nanquín a la Xina.
El treball missioner va progressar a gran escala i amb gran èxit al llarg de les costes occidentals, principalment a Chaul, Bombai, Salsette, Bassein, Damao, i Diu; i a les costes de l'est de Sant Thome de Mylapore, i fins a Bengala. A les regions del sud la missió jesuïta a Madura va ser la més famosa. S'estenia fins al riu Krishna, amb un nombre d'estacions perifèriques més enllà d'ell. La missió de Cochin, a la costa de Malabar, va ser també una de les missions més fructíferes. Diverses missions també es van establir a l'interior cap al nord, per exemple, la d'Agra i Lahore el 1570 i la del Tibet el 1624. No obstant això, fins i tot amb aquests esforços, la major part encara de la línia de costa no estava de cap manera totalment treballada, i moltes grans extensions dels interiors cap al nord, eren pràcticament intactes.
Amb la disminució del poder portuguès, les altres potències colonials - a saber, els holandesos i britànics i les organitzacions cristianes van guanyar influència.

### Conversions posteriors
A part dels cristians de sant Tomas, membres d'altres religions van ser convertits gelosament pels portuguesos. Això va començar a Goa, després es va estendre cap a Cape Comorin, les comarques de l'interior de Madurai i la costa occidental de Bassein, Salcette, Bombai, Karanja, i Chaul. Amb l'adveniment de la supressió dels jesuïtes el 1773 l'expansió missionera es va reduir a l'Índia, juntament amb la necessitat de les organitzacions dins de l'Església a l'Índia. Sobretot quan el 1637 s'erigí el Vicariat apostòlic de Bombai, que estava sota el govern directe de Roma, causant malentès entre el missioners portuguesos i l'apostolat. La Inquisició de Goa havia causat una relació tensa i la desconfiança amb els hindús de l'Índia Les tenses relacions entre l'Església i els missioners portuguesos van arribar al seu punt culminant quan en 1838 la Santa seu va cancel·lar la jurisdicció de les tres seus sufragànies de Crangaqnore, Cochin, i Mylapur i la va transferir als vicaris apostòlics propers, i va fer el mateix pel que fa a certes porcions de territori que anteriorment havien estat sota l'autoritat de la pròpia Goa. Finalment, en 1886 es va establir un altre concordat, i al mateix temps tot el país es va dividir en províncies eclesiàstiques, i certes porcions de territori, retirades en 1838, van ser restaurades a la jurisdicció de les seus portugueses.

### El segleXX
El 1923 va ser elegit a Tamil Nadu el primer bisbe indi de l'edat moderna, monseyor Tiburtius Roche.
Al desembre de 1964 el Papa Pau VI visità l'Índia. Visità Mumbai, Goregaun i Bandra, reunint-se amb els ministres del govern federal i participant en el 38è Congrés Eucarísitic Indi, celebrat a Mumbai el 4 de desembre de 1967).
Des del 1967 set dels 28 estats indis han prohibit per llei les conversions: Orissa (el primer en fer-ho), Madhya Pradesh, Arunachal Pradesh, Gujarat, Chhattisgarh, Rajastahan i Himachal Pradesh.
El febrer de 1986 el Papa Joan Pau II visità l'Índia. Tornà al subcontinent indi a l'octubre de 1999, quan visità la capitañ Nova Delhi.

### El segle XXI
En els últims anys ha augmentat les hostilitats contra els cristians a l'Índia. Les raons són extra-religios i que tenen a veure amb la pretensió de la majoria hindú per mantenir el sistema de castes i la supremacia sobre les altres religions. Els hindús creuen que aquesta supremacia es veu amenaçada pel procés de redempció social que els defensors cristians de fe per als dàlits i els pàries.
L'onada d'atacs contra els cristians i els seus llocs de culte va començar a Orissa, un estat a l'est amb vistes a la badia de Bengala, després de la mort del swami Laxmananda Saraswati, que va morir el 23 d'agost de 2008.
Els grups fonamentalistes hindús, mistificant la realitat dels fets, acusaren els cristians de ser els autors intel·lectuals de l'assassinat i així desencadenaren un pogrom contra els cristians, matant i ferint fidels, destruint i cremant esglésies, escoles i llars. La violència d'Orissa posteriorment es va estendre a Madhya Pradesh i Karnataka. La violència a l'estat d'Orissa només donà lloc a la fugida de més de 50.000 persones 
El testimoni de Sor Meena Barwa - víctima de violència sexual - i el pare Thomas Chellan - víctima de pallisses brutals - han donat la volta al món, que van dir a la policia la violència que van patir en la nit del 25 d'agost, durant els primers dies dels atacs.
El pressupost no definitiu parla de tres-cents pobles atacats, 500 morts, 4.600 cases cremades o destruïdes i 54.000 persones desplaçades. Van ser cremades i reduïts a runes 252 esglésies i 13 escoles. Al llarg de la resta de l'any, la majoria dels desplaçats es van veure obligats a romandre en els campaments de refugiats. 

L'última fase del pla dels extremistes hindús s'inicià a principis de febrer de 2009: sobre les ruïnes de l'església Batticola (districte de Kandhamal, arxidiòcesi de Bhubaneswar, capital d'Orissa), començaren a construir un temple hindú.
El Dr. Sajan George, president del Consell Mundial dels Cristians de l'Índia, va dir que "als cristians que tornen als seus pobles se'ls exigeix la conversió a l'hinduisme." Mons. Raphael Cheenath, arquebisbe de Bhubaneswar, va dir que un any després dels atacs, "la meitat dels desplaçats han tornat, però ara s'enfronten a problemes d'habitatge." Els fonamentalistes hindús també han imposat un "boicot social" contra els cristians: els que els van ajudar va ser castigats amb multes.
El 12 d'agost de 2009 la Comissió sobre Llibertat Religiosa Internacional (USCIRF) ha col·locat l'Índia a la llista de països on els governs no fan tot el possible de manera adequada per a la defensa de les minories religioses.
El 23 d'agost de 2009, aniversari de l'inici del pogrom, l'Església Catòlica de l'Índia el declarà un "dia de la pau i l'harmonia". Mons. Cheenath va dir: "Si 12.500 persones han aconseguit tornar a casa, hi ha 17.500 que encara estan a l'espera de ser compensats i almenys 40.000 que pateixen discriminació".
Durant 2010 s'han produït episodis de violència i intolerància també en els estats del sud, considerats durant molt temps els millors llocs on els cristians a l'Índia per tal de viure. En els 152 atacs que han afectat el país, més de 86 han tingut lloc al Sud.
L'1 d'octubre de 2013 set cristians innocents van ser condemnats a " cadena perpètua per un tribunal d'Orissa.

## Organització eclesiàstica

Províncies de ritu llatí i diòcesis de l'Església catòlica a l'Índia.

### Províncies eclesiàstiques de ritu llatí
- Arquebisbat d'Agra
  - Bisbat d'Ajmer
  - Bisbat d'Allahabad
  - Bisbat de Bareilly
  - Eparquia de Bijnor (Església catòlica siro-malabar)
  - Eparquia de Gorakhpur (Església catòlica siro-malabar)
  - Bisbat de Jaipur
  - Bisbat de Jhansi
  - Bisbat de Lucknow
  - Bisbat de Meerut
  - Bisbat d'Udaipur
  - Bisbat de Varanasi

- Arquebisbat de Bangalore
  - Bisbat de Bellary
  - Bisbat de Belgaum
  - Bisbat de Chikmagalur
  - Bisbat de Gulbarga
  - Bisbat de Karwar
  - Bisbat de Mangalore
  - Bisbat de Mysore
  - Bisbat de Shimoga
  - Bisbat d'Udupi

| - Arquebisbat de Bhopal - Bisbat de Gwalior - Bisbat d'Indore - Bisbat de Jabalpur - Bisbat de Jhabua - Bisbat de Khandwa - Eparquia de Sagar (Església catòlica siro-malabar) - Eparquia de Satna (Església catòlica siro-malabar) - Eparquia d'Ujjain (Església catòlica siro-malabar) | - Arquebisbat de Bombai - Bisbat de Nashik - Bisbat de Poona - Bisbat de Vasai - Eparquia de Kalyan (Església catòlica siro-malabar) |

| - Arquebisbat de Calcuta - Bisbat d'Asansol - Bisbat de Bagdogra - Bisbat de Baruipur - Bisbat de Darjeeling - Bisbat de Jalpaiguri - Bisbat de Krishnagar - Bisbat de Raiganj | - Arquebisbat de Cuttack-Bhubaneswar - Bisbat de Balasore - Bisbat de Berhampur - Bisbat de Rayagada - Bisbat de Rourkela - Bisbat de Sambalpur |

| - Arquebisbat de Delhi - Bisbat de Jammu-Srinagar - Bisbat de Jullundur - Bisbat de Simla e Chandigarh | - Arquebisbat de Gandhinagar - Bisbat d'Ahmedabad - Bisbat de Baroda - Eparquia de Rajkot (Església catòlica siro-malabar) |

| - Arquebisbat de Goa i Damão - Bisbat de Sindhudurg | - Arquebisbat de Guwahati - Bisbat de Bongaigaon - Bisbat de Dibrugarh - Bisbat de Diphu - Bisbat d'Itanagar - Bisbat de Miao - Bisbat de Tezpur |

| - Arquebisbat d'Hyderabad - Eparquia d'Adilabad (Església catòlica siro-malabar) - Bisbat de Cuddapah - Bisbat de Khammam - Bisbat de Kurnool - Bisbat de Nalgonda - Bisbat de Warangal | - Arquebisbat d'Imphal - Bisbat de Kohima |

| - Arquebisbat de Madras e Mylapore - Bisbat de Chinglepet - Bisbat de Coimbatore - Bisbat d'Ootacamund - Bisbat de Vellore | - Arquebisbat de Madurai - Bisbat de Dindigul - Bisbat de Kottar - Bisbat de Kuzhithurai - Bisbat de Palayamkottai - Bisbat de Sivagangai - Bisbat de Tiruchirapalli - Bisbat de Tuticorin |

| - Arquebisbat de Nagpur - Bisbat d'Amravati - Bisbat d'Aurangabad - Eparquia de Chanda (Església catòlica siro-malabar) | - Arquebisbat de Patna - Bisbat de Bettiah - Bisbat de Bhagalpur - Bisbat de Buxar - Bisbat de Muzaffarpur - Bisbat de Purnea |

| - Arquebisbat de Pondicherry i Cuddalore - Bisbat de Kumbakonam - Bisbat de Salem - Bisbat de Tanjore - Bisbat de Dharmapuri | - Arquebisbat de Raipur - Bisbat d'Ambikapur - Eparquia de Jagdalpur (Església catòlica siro-malabar) - Bisbat de Jashpur - Bisbat de Raigarh |

| - Arquebisbat de Ranchi - Bisbat de Daltonganj - Bisbat de Dumka - Bisbat de Gumla - Bisbat de Hazaribag - Bisbat de Jamshedpur - Bisbat de Khunti - Bisbat de Port Blair - Bisbat de Simdega | - Arquebisbat de Shillong - Bisbat d'Agartala - Bisbat d'Aizawl - Bisbat de Jowai - Bisbat de Nongstoin - Bisbat de Tura |

| - Arquebisbat de Trivandrum - Bisbat d'Alleppey - Bisbat de Neyyattinkara - Bisbat de Punalur - Bisbat de Quilon | - Arquebisbat de Verapoly - Bisbat de Calicut - Bisbat de Cochin - Bisbat de Kannur - Bisbat de Kottapuram - Bisbat de Sultanpet - Bisbat de Vijayapuram |

| - Arquebisbat de Visakhapatnam - Bisbat d'Eluru - Bisbat de Guntur - Bisbat de Nellore - Bisbat de Srikakulam - Bisbat de Vijayawada |

### Províncies eclesiàstiques siro-malabars
- Arxierparquia d'Ernakulam-Angamaly
  - Eparquia d'Idukki
  - Eparquia de Kothamangalam
- Arxierparquia de Changanacherry
  - Eparquia de Kanjirapally
  - Eparquia de Palai
  - Eparquia de Thuckalay
- Arxierparquia de Tellicherry
  - Eparquia de Belthangady
  - Eparquia de Bhadravathi
  - Eparquia de Mananthavady
  - Eparquia de Mandya
  - Eparquia de Thamarasserry
- Arxierparquia de Trichur
  - Eparquia d'Irinjalakuda
  - Eparquia de Palghat
  - Eparquia de Ramanathapuram
- Arxierparquia de Kottayam
- Immediatament subjecta a la Santa Seu
  - Eparquia de Faridabad
- Eparquies siro-malabars sufragànies d'arxidiòcesis llatines
  - Eparquia d'Adilabad
  - Eparquia de Bijnor
  - Eparquia de Chanda
  - Eparquia de Gorakhpur
  - Eparquia de Jagdalpur
  - Eparquia de Kalyan
  - Eparquia de Rajkot
  - Eparquia de Sagar
  - Eparquia de Satna
  - Eparquia d'Ujjain

### Província eclesiàstica siro-malankar
- Arxierparquia de Trivandrum
  - Eparquia de Marthandom
  - Eparquia de Mavelikara
  - Eparquia de Pathanamthitta
- Arxierparquia de Tiruvalla
  - Eparquia de Battery
  - Eparquia de Muvattupuzha
  - Eparquia de Puthur
- Immediatament subjecta a la Santa Seu
  - Eparquia de Sant Joan Crisòstom de Gurgaon
  - Exarxat apostòlic de Sant Efrem de Khadki

A l'Arquebisbe de Goa i Damão se li concedeix, només ad honorem, els títols de Primat de les Índies o Primat de l'Orient i de Patriarca de les Índies Orientals.

## Confèrencies episcopals
L'episcopat indi constitueix tres conferències episcopals diferents: la Conferència dels bisbes catòlics llatins de l'Índia, el Sínode de l'Església siro-malabar i el  Sínode de l'Església catòlica siro-malankar. A més d'aquestes, hi ha una nacional que les agrupa.

### Conferència dels bisbes catòlics de l'Índia
Presidents de la Conferència dels bisbes catòlics de l'Índia
- Cardenal Valerian Gracias (1958 - 1972)
- Cardenal Joseph Parecattil (1972 - 1976)
- Cardenal Lawrence Trevor Picachy, S.J. (1976 - 1982)
- Arquebisbe Simon Ignatius Pimenta (1982 - 1988)
- Arquebisbe Benedict Mar Gregorios, O.I.C. (1988 - 1989)
- Arquebisbe Alphonsus Mathias (1989 - 1994)
- Arquebisbe Joseph Powathil (1994 - 1998)
- Arquebisbe Alan Basil de Lastic (1998 - 20 giugno 2000)
- Arquebisbe Cyril Baselios, O.I.C. (2000 - 2004)
- Cardenal Telesphore Placidus Toppo (12 de gener de 2004 - 19 de febrer de 2008)
- Cardenal Varkey Vithayathil, C.SS.R. (19 de febrer de 2008 - 1 de març de 2010)
- Cardenal Oswald Gracias (1 de març de 2010 - 12 de febrer de 2014)
- Cardenal Isaac Cleemis Thottunkal, des del 12 de febrer de 2014

Vicepresidents de la Conferència dels bisbes catòlics de l'Índia
- Arquebisbe Vincent Michael Concessao (2000 - 2004)
- Cardenal Oswald Gracias (19 de febrer de 2008 - 1 de març de 2010)
- Cardenal Isaac Cleemis Thottunkal (1 de març de 2010 - 12 de febrer de 2014)
- Arquebisbe Andrews Thazhath, des del 12 de febrer de 2014

Vicepresidents segons de la Conferència dels bisbes catòlics de l'Índia
- Arquebisbe major Isaac Cleemis Thottunkal (19 de febrer de 2008 - 1 de març de 2010)
- Bisbe George Punnakottil (1 de març de 2010 - 12 de febrer de 2014)
- Arquebisbe i Patriarca Filipe Neri António Sebastião do Rosário Ferrão, des del 12 de febrer de 2014

## La nunciatura apostòlica
La delegació apostòlica de les Índies Orientals (que incloïa Ceilan) va ser instituïda el 1881. A la delegació d'afegiren posteriroment Malacca (1889), Birmània (1920) i Goa (30 de gener de 1923). El 12 de juny de 1948, en virtut del breu Mentem animumque del Papa Pius XII, s'abolí la delegació apostòlica i s'erigí la internunciatura apostòlica de l'Índia, amb jurisdicció sobre els mateixos estats. El 1957 les competències sobre Malacca van ser transferides de la delegació apostòlica de l'Índia a la de Tailàndia. El 22 d'agost de 1967 s'instituí la nunciatura apostòlica de l'Índia.

### Delegats apostòlics
- Antonio Agliardi † (23 de setembre de 1884 - 9 de maig de 1887 renuncià)
- Andrea Aiuti † (31 de març de 1887 - 24 de juliol de 1891 nomenat secretari de Propaganda Fide)
- Ladislao Michele Zaleski † (5 de març de 1892 - 4 de desembre de 1916 nomenat patriarca titular de Antioquia)
- Pietro Fumasoni Biondi † (15 novembre 1916 - 6 de desembre de 1919 nomenat delegat apostòlic al Japó)
- Pietro Pisani † (15 de desembre de 1919 - 1924 renuncià)
- Edward Aloysius Mooney † (21 de gener de 1926 - 30 de març de 1931 nomenat delegat apostòlic al Japó)
- Leo Peter Kierkels, C.P. † (23 de març de 1931 - 12 de juny de 1948 nomenat internunci apostòlic)

### Internuncis apostòlics
- Leo Peter Kierkels, C.P. † (12 de juny de 1948 - 29 de juny de 1952 renuncià)
- Martin Lucas, S.V.D. † (3 de desembre de 1952 - 1956 nomenat oficial de la Secretaria d'Estat de la Santa Seu)
- James Robert Knox † (14 de febrer de 1957 - 12 d'abril de 1967 nomenat Arquebisbe de Melbourne)

### Nuncis apostòlics
- Giuseppe Caprio † (22 d'agost de 1967 - 19 d'abril de 1969 nomenat secretari de l'Administració del Patrimoni de la Seu Apostòlica)
- Marie-Joseph Lemieux † (30 de maig de 1969 - 16 de febrer de 1971 renuncià)
- John Gordon † (1971 - 1976 nomenat pro-nunci apostòlic als Països Baixos)
- Luciano Storero † (14 de juliol de 1976 - 2 de febrer de 1981 nomenat nunci apostòlic al Veneçuela)
- Agostino Cacciavillan (9 de maig de 1981 - 13 de juny de 1990 nomenat pro-nunci apostòlic als  Estats Units)
- Giorgio Zur (13 d'agost de 1990 - 7 de desembre de 1998 nomenat president de la Pontifícia Acadèmia Eclesiàstica)
- Lorenzo Baldisseri (19 de juny de 1999 - 12 de novembre de 2002 nomenat nunci apostòlic al Brasil)
- Pedro López Quintana (8 de febrer de 2003 - 10 de desembre de 2009 nomenat nunci apostòlic al Canadà)
- Salvatore Pennacchio, des del 8 de maig de 2010

## Obres socials

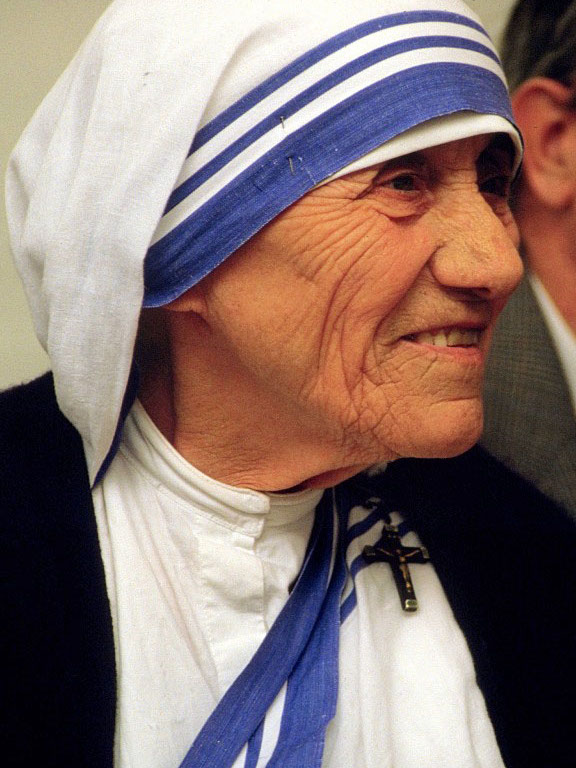
La Mare Teresa

La preocupació per la caritat era comuna als catòlics i als protestants, però amb una diferència important: mentre que els primers creuen que la salvació ve de la fe en Déu que es manifesta en les bones obres, com la caritat, els darrers no poden confiar en aquesta possibilitat, ja que creuen que només la fe d'un és un requisit de la salvació, i l'obra d'un que no són suficients per guanyar o perdre la salvació. En conseqüència, els esforços catòlics de caritat a l'Índia han estat molt àmplis.
A l'Índia portuguesa, per exemple, sant Francesc Xavier i els seus companys de missió eren especialment curosos en ajudar les institucions locals de caritat mitjançant la fórmula dels malalts, tant espiritual com físicament, i la realització d'altres obres de misericòrdia. Les institucions educatives dels jesuïtes, encara que no tenir èxit en activitats missioneres, havia deixat un impacte de prestigi a través dels seus centres d'ensenyament. L'educació s'ha convertit en la principal prioritat per a l'Església a l'Índia en els últims anys amb gairebé el 60% de les escoles catòliques situades a les zones rurals. Fins i tot en la primera part del segle xix, les escoles catòliques han posat l'accent en l'alleujament per al malestar.

## Sants, Beats, Venerables i Servents de Déu de l'Índia

### Sants
- St. Tomàs apòstol, que va arribar fins a Tamilakam, l'actual Kerala i Tamil Nadu. L'apòstol de l'Índia, Cap i Pare dels Cristians de Sant Tomàs o dels anomenats cristians sirians de Kerala.
- St. Francesc Xavier (1506–1552) – catòlic romà (llatí)
- St. Gonçalo Garcia (1556–1597), primera persona en ser canonitzada amb orígens parcials de l'Índia[35] – catòlic romà (llatí)
- St. Joan de Brito (Swami Arulanandar) (1647–1693) – catòlic romà (llatí)
- Sta. Alfonsa (1910–1946), primera persona d'origen indi en ser canonitzada.[36] – Siro-Malabar
- St. Kuriakose Chavara (1805–1871) – Siro-Malabar
- St. Marth Euphrasia Eluvathingal (1877–1952) – Siro-Malabar
- St. Josep Vaz (1651–1711) – catòlic romà (llatí)
- Sta. Teresa de Calcuta (1910–1997) – catòlic romà (llatí)

### Beats
- Beats Màrtirs de Cuncolim (d. 1583) catòlic romà (llatí)
- Beat Devasahayam Pillai (1712–1752) – catòlic romà (llatí)
- Beata Maria de la Passió (1839–1904) – catòlic romà (llatí)
- Beata Marth Maria Theresa Chiramel (1876–1926) – Siro-Malabar
- Beata Mar Augustinose Kunjachan (1891–1973) – Siro-Malabar

### Venerables
- Anastasius Hartmann, (1803–1866)[37] – catòlic romà (llatí)
- Veronica de la Passió (1823–1906) – catòlic romà (llatí)
- Maria of Saint Francis (Mary Jane Wilson), (1840–1916) – catòlic romà (llatí)
- Fr Aurelian of The Blessed Sacrament OCD, (1887–1963) – catòlic romà (llatí)
- Agnelo de Souza (1869–1927) – catòlic romà (llatí)
- Mar Thomas Kurialachery (1872–1925) – Syro-Malabar
- Mar Mathew Kadalikattil, (1872–1935) – Syro-Malabar
- Sr. Fernanda Riva, (1920–1956) – catòlic romà (llatí)
- Zacarias de Santa Teresa OCD, (1887–1957) – catòlic romà (llatí)

### Servents de Déu
- Mare Eliswa, (1831–1913) – Catòlic romà (llatí)
- Mar Mathew Makil (1851–1914) – Siro-malabar
- Fr Constant Lievens SJ (1856–1893) – Catòlic romà (llatí)
- Mar Joseph Vithayathil, (1865–1964) – Siro-malabar
- Mar Tommiyachan Poothathil, (1871–1943) – Siro-malabar
- Raymond Francis Camillus Mascarenhas, (1875–1960) – Catòlic romà (llatí)
- Mar Varghese Payyappilly Palakkappilly (1876–1929) – Siro-malabar
- Mar Augustine John Ukken (1880–1956) – Siro-malabar
- Mar Geevarghese Ivanios (1882–1953) – Syro-Malankara
- Mar Joseph C. Panjikaran (1888–1949) – Siro-malabar
- Mar Antony Thachuparampil, (1894–1963) – Siro-malabar
- Msgr. Lawrence Puliyanath (1898–1961) – Catòlic romà (llatí)
- Mar Mathew Kavukatt (1904–1969) – Siro-malabar
- Msgr. Reynolds Purackal (1910–1988) – Catòlic romà (llatí)
- Fr Theophane OFM CAP (1913–1969) – Catòlic romà (llatí)
- Paula Monnigmann (Mother Petra), (1924–1976) – Catòlic romà (llatí)
- Marth Maria Celine Kannanaikal, UMI (1931–1957) – Siro-malabar
- Marth Rani Maria Vattalil (1954–1995) – Siro-malabar
- Mar Thommachen Puthenparampil – Siro-malabar
- Bishop Stefano Ferrando, SDB (1895–1978) – Catòlic romà (llatí)
- Francesco Convertini, SDB (1898–1976) – Catòlic romà (llatí)
- Bisbe Oreste Marengo, SDB (1906–1998) – Catòlic romà (llatí)
- Fr. Constantine Vendrame, SDB (1893–1957) – Catòlic romà (llatí)
- Joseph Thamby of Peddavutapalli (1883–1945) – A Franciscan. Catòlic romà (llatí)
- Mare Thatipatri Gnanamma (- 1874)- fundadora de les congregacions de St. Anne, Madras, i St. Anne, Phirangipuram. Catòlic romà (llatí)[38]